# Герб Березников
Герб Березников — официальный символ города Березники Пермского края Российской Федерации.
Утверждён Решением Березниковской городской Думы Пермского края от 29 марта 2011 года № 165.

## Описание и обоснование символики
Геральдическое описание (блазон) гласит:
В серебряном поле отвлеченная лазоревая (синяя, голубая) перевязь, обремененная тремя равносторонними камнями о трех видимых гранях каждый, положенными сообразно перевязи
Лазоревая (голубая) перевязь является символом реки Камы, на берегах которой расположен город. На фоне перевязи — три серебристого цвета кристалла сильвина — минерала, символизирующего главный источник богатства березниковских недр. Принадлежность города Березники к Пермскому краю выражена в изображении в верхней левой вольной части Герба герба Пермского края. Щит окружен лентой ордена Трудового Красного Знамени".

## История

### Первые символы
На соляных промыслах в районе нынешних Березников люди селились с древности. В 1579 году упоминается селение Зырянка, в конце XVII века возникает город Дедюхин и ряд поселений: Ленва, Березники, Верения, Чуртан. В 1867 года разработан проект герба Дедюхина
Щит разделен серебряными и черными ромбами. В вольной части герб Пермской губернии. Щит увенчан червлёной стенчатой короной и положен на кирки, соединённые Александровской лентой.
С 1918 года - Дедюхин - поселок. 
С марта 1918 село Новое Усолье - город Усолье.
Город Усолье постановлением ВЦИК от 20 марта 1932 г. объединен с рабочими посёлками Веретия, Дедюхино, Лёнва, Усть-Зырянка и Чуртан Березниковского р-на и переименован в город Березники (утверждено 17 августа 1933 г.). Поселок Дедюхин вошел в его состав.

### Советское время
Первый герб Березников был утверждён 1 июля 1981 года исполкомом Березниковского совета народных депутатов, автором герба был Владимир Павлович Шека.
Описание герба: 
В серебряном щите лазоревая перевязь справа, обремененная тремя кристаллами сильвинита. В червленой вольной части щита идущий серебряный медведь, сопровождаемый вверху серебряной раскрытой книгой. Щит увенчан червленой трехзубцовой башенной короной с золотой эмблемой „Серп и молот“ посередине; за щитом — два накрест положенных золотых молота, соединенных лазоревой лентой ордена Трудового Красного Знамени

### Новое время
Городская Дума 14 февраля 1995 года решением № 53 утвердила новую редакцию березниковского герба: из герба исключена символика СССР (серп и молот), в вольной части помещен герб Пермской области.

### Современный герб
Решением Березниковской городской Думы от 29 апреля 1997 года № 46 «Об утверждении Положения „О гербе города Березники Пермской области“» был утверждён новый герб. Этот герб был внесён в Государственный геральдический регистр Российской Федерации под № 275. Решением городской Думы от 28 апреля 1998 года № 176 "О внесении изменений и дополнений в Положение «О гербе города Березники Пермской области» утверждено новое описание герба города:
В серебряном поле отвлеченная лазоревая (синяя, голубая) перевязь, обремененная тремя равносторонними камнями, о трех видимых гранях каждый, положенными сообразно перевязи. В левой вольной части герб Пермской области. Щит окружен лентой ордена Трудового Красного Знамени